# Robbie Hucker
Robbie Hucker (Bendigo, 13 maart 1990) is een Australisch wielrenner die anno 2019 rijdt voor Team UKYO.

## Overwinningen
2012
 Australisch kampioen crosscountry, Beloften
2016
5e etappe Ronde van Taiwan
Eindklassement Ronde van Taiwan
2018
2e etappe Ronde van Taiwan
2019
Eindklassement Ronde van Ijen

## Ploegen
- 2012 –  Drapac Cycling (vanaf 20-10)
- 2013 –  Drapac Cycling
- 2014 –  Drapac Professional Cycling
- 2015 –  Drapac Professional Cycling
- 2016 –  Avanti IsoWhey Sports
- 2017 –  IsoWhey Sports SwissWellness
- 2018 –  Team UKYO
- 2019 –  Team UKYO

Goesinnen · Hucker · Lapthorne · Norris · Palmer · A.Phelan · Pollock · Rudolph · Rusli · Semple · Shaw · Thompson · W.Walker
Davison · Goesinnen · Hucker · Lapthorne · McCauley · Palmer · A.Phelan · Rudolph · Rusli · B.Sulzberger · J.Walker · W.Walker
Anderson · Cantwell · Clarke · Crawford · Goesinnen · Hucker · Johnson · Kerby · Lapthorne · Meyer · Norris · Palmer · Phelan · Rudolph · W.Sulzberger · B.Sulzberger · Wippert · Canty (stagiair)
Brown · Clarke · Girdlestone · Hucker · Jones · Kerby · Kohler · Koning · Lapthorne · Meyer · Norris · Peterson · Phelan · Roe · Rudolph · Spokes · Sulzberger · Wippert · Canty (stagiair) · Evans (stagiair)
Aitcheson · Cooper · Crome · Giacoppo · F.Gough · R.Gough · Hamilton · Hucker · Karwowski · Lake · Lane · Mudgway · O'Brien · O'Connor · Shaw · Stevenson · van der Ploeg · Zenovich
Araque · Hatanaka · Hirai · Hiratsuka · Hucker · Koishi · Kreder · de Maar · Nakai · Prades · Pujol · S. Tokuda · T. Tokuda · Yokotsuka · Yoshioka